# Hélène Bouvier
Hélène Bouvier (París, 20 de juny de 1905 - París, 11 de març de 1978) fou una cantant d'òpera de tessitura mezzosoprano / contralt representativa de l'escola francesa de cant.

## Biografia
Hélène va estudiar al Conservatori de París i va debutar l'any 1930 a la ciutat de Nantes a l'Orfeu i Eurídice de Christoph Willibald Gluck. A continuació va marxar a l'Argentina on cantà al Teatro Colón de Buenos Aires.
De tornada a França, va debutar a París al Palau Garnier i a l'Òpera-Còmica en el transcurs de la temporada 1938-1939, cantant els papers de Carmen de l'òpera homònima de Georges Bizet i de Dalila de Samson et Dalila de Camille Saint-Saëns.
El seu repertori va comptar igualment amb els papers de Charlotte de Werther de Jules Massenet, Geneviève de Pelléas et Mélisande de Claude Debussy, la mare a Louise de Gustave Charpentier, Margared de Le Roi d'Ys d'Édouard Lalo, Emilia d'Otello de Giuseppe Verdi, Marie de L'Enfance du Christ d'Hector Berlioz, la tavernera de Boris Godounov de Modest Mússorgski, d'Hérodiade de Jules Massenet, de Fricka, Brangäne de Tristany und Isolde i Ortrud de Lohengrin de Richard Wagner, i d'Hébé a Les Indes galantes de Jean-Philippe Rameau. L'any 1946, va cantar al Palau Garnier la Padmâvatî d'Albert Roussel. L'any 1952, va participar en l'estrena de Dolorès de Michel-Maurice Levy.
Va fer aparicions a La Scala de Milà l'any 1957, en l'obra El martiri de Sant Sebastià de Debussy i Louise de Charpentier, al Théâtre de La Monnaie de Brussel·les, a l'Òpera de Montecarlo, a Dresden, Leipzig, al Holland Festival, i de nou al Teatro Colón, de 1949 a 1965.
Va participar en estrenes d'obres contemporànies, destacant la seva participació en l'estrena del Rèquiem de Maurice Duruflé i de Bolivar de Darius Milhaud. Interpretà amb gran èxit el paper principal d'Antigone d'Arthur Honegger i va participar en l'Oedipus Rex d'Ígor Stravinski.
Hélène Bouvier es va retirar dels escenaris l'any 1967, després de patir una paràlisi parcial, i va romandre a París fins a la seva mort, ocorreguda l'any 1978.

## Discografia parcial
Hector Berlioz - L'Enfance du Christ, op. 25, Hélène Bouvier, Jean Giraudeau, Michel Roux, Louis Noguéra, Cors Raymond Saint-Paul, Orquestra de la Societat dels Concerts del Conservatori, direcció d'André Cluytens (Pathé) [enregistrat el juny de 1951]. Reeditat en CD per Parlophone (Erato-Warner) el 2017 en la col·lecció «André Cluytens: the complete orchestral & concerto recordings», després per Cascavelle el 2019 en la col·lecció «Hector Berlioz: enregistrements inoubliables». Disponible a YouTube.
Camille Sant-Saëns - Samson et Dalila: Hélène Bouvier, José Luccioni, Charles Cambon, Orquestra de l'Òpera de París, Louis Fourestier, (1946), (CD Naxos).
Claude Debussy - Pélleas et Mélisande: Suzanne Danco, Pierre Mollet, Heinz Rehfuss, André Vessières, Hélène Bouvier, Cors i Orquestra de la Suisse Romande, Ernest Ansermet, DECCA, 1952.